# Индийско-непальская граница
Длина границы между Индией и Непалом составляет 1 690 километров.

## Соглашение о разделе водных ресурсов
Через границу двух государств протекает ряд гималайских рек, из-за которых возникают пограничные споры о принадлежности водных ресурсов. Также разногласия возникают из-за сооружения различных насыпей и плотин, построенных Индией на индо-непальской границе. По утверждению непальских властей, это является причиной затопления сёл с их стороны границы. Двусторонние переговоры по разделению водных ресурсов должны были проводиться каждые шесть месяцев, однако на деле они проходят раз в несколько лет. По утверждению индийской стороны, это происходит из-за политической нестабильности в Непале.